# Acanthosphinx gigas
Acanthosphinx gigas är en fjärilsart som beskrevs av Aurivillius 1891. Acanthosphinx gigas ingår i släktet Acanthosphinx och familjen svärmare. Inga underarter finns listade i Catalogue of Life.